# Alexandru Rusu
Alexandru Rusu, né le 22 novembre 1884 à Șăulia et mort le 9 mai 1963 à la prison de Gherla, était le métropolite de l’Église grecque-catholique roumaine. Organisateur de la résistance gréco-catholique pendant l’oppression communiste, il mourut des suites des mauvais traitements subis en prison. Reconnu martyr par l'Église catholique, il a été proclamé bienheureux le 2 juin 2019.

## Origines et études
Alexandru Rusu est né en 1844 à Șăulia de Câmpie, à l'époque dans le comitat de Turda-Arieș, en Autriche-Hongrie, et à présent dans le județ de Mureș, en Roumanie. Il est l’un des douze enfants (11 garçons et une fille) du curé gréco-catholique Vasile Rusu de la localité de Şăulia et de Rozalia. Deux garçons de la famille sont devenus prêtres, Valer et Alexandru, le prochain évêque et métropolite.
Il fait ses études à Bistrița, Târgu Mureș et à Blaj, entre 1896 et 1903. Il reçoit son diplôme de maturité (de baccalauréat) et part effectuer des études théologiques à Budapest. Il devient docteur en théologie en 1910.

## Prêtre
Le 20 juillet 1910 il est ordonné prêtre, puis professeur titulaire de la chaire de théologie dogmatique de l’Académie théologique de Blaj (la chaire est brillamment honorée jadis par Vasile Suciu, plus tard métropolite). Il enseigne également au Lycée Saint Basile-le-Grand de Blaj (en roumain : « Liceul Sfântul Vasile cel Mare »). En 1920, il est nommé secrétaire métropolitain, et chanoine du chapitre métropolitain en 1923.
Entre 1918 et 1920, il a été le secrétaire général des cultes du Conseil dirigeant de la Transylvanie Entre 1925 et 1930, il est recteur de l’Académie théologique de Blaj. il est rédacteur de la revue Cultura Creștină de 1911 à 1918, puis directeur du journal Unirea de 1922 à 1930.
En 1931, il est élu sénateur et intègre le dans le Parlement roumain.

## Évêque et métropolite
Le 17 octobre 1930, Alexandru Rusu est nommé évêque du nouveau diocèse gréco-catholique du Maramureș. C’est le 30 janvier 1930 que le métropolite Vasile Suciu a consacré le prêtre Alexandru Rusu en qualité d’évêque du Maramureș, et le 2 février 1931, à la fête de la Présentation de Jésus au Temple, a eu lieu l'installation de celui-ci dans la Cathédrale La Dormition de Baia Mare.
Dès son installation, l’évêque Alexandru Rusu s'occupe de l’organisation de la nouvelle éparchie, de la nomination des membres du chapitre, de la réorganisation des archidiocèses, de la formation du clergé dans les académies théologiques des autres évêchés (Cluj et Oradea). Il réalise des visitations canoniques. Il assure l’ordre et la dignité dans l’activité pastorale des prêtres et des fidèles qu’il dirige pastoralement.
En 1940, à la suite du deuxième arbitrage de Vienne, à l’exception de quelques paroisses ruthènes du vicariat de Bucovine, l’entier diocèse du Maramureș entre sous l’administration du régime de Miklós Horthy. L’évêque Alexandru Rusu reste à son poste et affronte les difficultés et les vicissitudes créées par les autorités fascistes hongroises.

## Sous la terreur communiste
La chaise métropolitaine de l’Église roumaine unie à Rome, gréco-catholique est devenue vacante à la suite du décès du métropolite Alexandru Nicolescu, le 5 juin 1941. Le 16 mars 1946, le synode électorale métropolitain a élu, à Blaj, Alexandru Rusu en fonction de métropolite de l’Église gréco-catholique roumaine, élection qui a été reconnue par le Saint-Siège, mais le gouvernement pro-soviétique, dirigé par Petru Groza, n’a pas confirmé cette élection, en dépit des pourparlers portés par le Saint Siège avec le gouvernement communiste roumain, parce qu'il connaissait la fermeté de «combattant pour la défense des droits de l'Église et de la Nation Roumaine, menacées par les communistes». Par conséquent, la chaise métropolitaine est restée vacante jusqu’en 1990.
Le 18 octobre 1948, par le décret du gouvernement, il n’a plus été reconnu en fonction. Le 28 octobre 1948 il fut arrêté et ensuite incarcéré au Ministère de l'Intérieur de Bucarest.
Le 1er décembre 1948, le Praesidium de la Grande Assemblée nationale de la République populaire roumaine a émis le décret no 358/1948 par lequel le culte gréco-catholique de Roumanie était interdit et tous ses biens expropriés.
De Bucarest, l'évêque Alexandru Rusu a été transféré à la maison patriarcale d’été de Dragoslavele, ensuite, depuis le mois de février 1949, au Monastère orthodoxe de Căldărușani, et, en mai 1950, il a été muté dans la prison de Sighetu Marmației, où il est resté incarcéré entre 1950 et 1955. Il a survécu à la prison de Sighet et il a été hospitalisé à l'hôpital Gerota de Bucarest, « pour le redressement ». Ensuite, les autorités communistes l'ont muté au Monastère de Curtea de Argeș et puis au Monastère de Ciorogârla, avec les évêques Iuliu Hossu et Ioan Bălan.
En 1956, les évêques Alexandru Rusu, Iuliu Hossu et Ioan Bălan ont rédigé un mémoire par lequel ils demandaient la remise dans ses droits de l'Église grecque-catholique roumaine, qu'ils ont transmis aux autorités communistes de Roumanie, et en copies, ils l'ont diffusé à l'étranger. Ce mémoire-ci était soutenu par des milliers de signatures des fidèles gréco-catholiques de tout le pays. Le 12 août 1956, les prêtres Vasile Chindriș et Izidor Ghiurco ont officié publiquement une Divine Liturgie gréco-catholique, en plein air, dans la rue, devant l'Église des piaristes de Cluj. Pour toutes ces « violations de la lois » les autorités ont fait responsable un groupe de clercs et de fidèles, avec Alexandru Rusu en tête.
Le 13 août 1956, sous prétexte qu’il sera reçu en audience chez le ministre des Cultes, Petre Constantinescu-Iași, Alexandru Rusu a été séparé des autres deux évêques, et muté au Monastère Cocoșu, de la Dobroudja, dans l’actuel județ de Tulcea. En 1957, le Tribunal militaire de Cluj a condamné Alexandru Rusu à 25 années de travaux forcés, « pour instigation et crime de haute trahison ». Il a été incarcéré à la prison de Gherla, dans la  cellule no 10 du sous-sol, où il s'est comporté d'une attitude digne aussi.

## Fin de la vie
Au printemps de l’an 1963, dans la cellule de la prison de Gherla, Alexandru Rusu est tombé malade de reins. Le 9 mai 1963, après ce qu’il a béni ses compagnons de souffrance, de la même cellule, il leur a dit : « Mes frères, maintenant je vais chez Dieu afin que je reçoive ma récompense pour la vie reçue de Lui, pour l’Église et pour les Roumains. » « C’étaient ses dernières paroles ». Alexandru Rusu fut enterré, sans aucune cérémonie religieuse, dans le cimetière des détenus politiques de Gherla, județ de Cluj, dans la tombe no 133, après quoi, le lieu fut labouré avec les tracteurs, sur ordre de la Securitate.

## Béatification
La cause pour la béatification et la canonisation d'Alexandru Rusu et de 6 autres évêques débute le 28 janvier 1997, à Alba Iulia. L'enquête diocésaine récoltant les témoignages sur leur vie et les conditions de leur mort se clôture le 18 février 2011, puis envoyée à Rome pour y être étudiée par la Congrégation pour les causes des saints.
Après le rapport positif des différentes commissions sur la sainteté et le martyre d'Alexandru Rusu et des 6 autres évêques, le pape François procède, le 19 mars 2019, à la reconnaissance de leur mort en haine de la foi, les déclarant ainsi martyrs et signe le décret permettant leur béatification.
Alexandru Rusu et les 6 autres évêques martyrs ont été  proclamés bienheureux au cours d'une Divine Liturgie, célébrée sur le Champ de la Liberté à Blaj par le pape François, le 2 juin 2019, au cours de son voyage apostolique en Roumanie.

### Sources et bibliographie
- Ioan M. Bota, Istoria Bisericii Universale și a Bisericii românești de la origini și până în zilele noastre, Casa de Editură „Viața Creștină”, Cluj-Napoca, 1994.
- Pr Silvestru Augustin Prunduș, Pr Clemente Plăianu, Catolicism și Ortodoxie românească – Scurt istoric al Bisericii Române Unite, Casa de Editură „Viața Creștină”, Cluj-Napoca, 2000.
- Cicerone Ionițoiu, Procesul comunismului. Episcopii greco-catolici, page 11.
- Andrea Dobeș–Fürtös, Episcopul Alexandru Rusu și regimul comunist (1945–1963), In : Revista Arhivei Maramureșene, nr. 1/2008, Baia Mare, p. 88-106.
- (ro) 120 ani de la nașterea Episcopului Dr Alexandru Rusu, Editura Criptorium, 2004